# Cyanolyca cucullata
La chara coroniazul o chara gorro azul (Cyanolyca cucullata) es una especie de ave paseriforme de la familia Corvidae nativa de América Central, incluyendo Costa Rica, Guatemala, Honduras, México, Panamá y posiblemente Nicaragua. Su hábitat son los bosques húmedos tropicales.

## Subespecies
Cyanolyca cucullata no tiene subespecies según ITIS. 
Otras autoridades taxonómicas distinguen cuatro subespecies:
- Cyanolyca cucullata cucullata
- Cyanolyca cucullata mitrata
- Cyanolyca cucullata guatemalae
- Cyanolyca cucullata hondurensis